# Médan
|  | No s'ha de confondre amb Medan. |

Médan és un municipi francès al departament d'Yvelines (regió d'Illa de França). L'any 2007 tenia 1.487 habitants.
Forma part del cantó de Verneuil-sur-Seine, del districte de Saint-Germain-en-Laye i de la Comunitat urbana Grand Paris Seine et Oise.

## Demografia

### Població
El 2007 la població de fet de Médan era de 1.487 persones. Hi havia 540 famílies, de les quals 108 eren unipersonals (60 homes vivint sols i 48 dones vivint soles), 144 parelles sense fills, 256 parelles amb fills i 32 famílies monoparentals amb fills.
La població ha evolucionat segons el següent gràfic:

### Habitatges
El 2007 hi havia 686 habitatges, 543 eren l'habitatge principal de la família, 122 eren segones residències i 21 estaven desocupats. 494 eren cases i 39 eren apartaments. Dels 543 habitatges principals, 458 estaven ocupats pels seus propietaris, 72 estaven llogats i ocupats pels llogaters i 13 estaven cedits a títol gratuït; 7 tenien una cambra, 46 en tenien dues, 63 en tenien tres, 80 en tenien quatre i 347 en tenien cinc o més. 464 habitatges disposaven pel capbaix d'una plaça de pàrquing. A 219 habitatges hi havia un automòbil i a 298 n'hi havia dos o més.

### Piràmide de població
La piràmide de població per edats i sexe el 2009 era:
| Homes | Edats   | Dones |
| ----- | ------- | ----- |
| 0     | 95 o +  | 0     |
| 0     | 90 a 94 | 0     |
| 8     | 85 a 89 | 12    |
| 0     | 80 a 84 | 8     |
| 20    | 75 a 79 | 12    |
| 16    | 70 a 74 | 24    |
| 36    | 65 a 69 | 12    |
| 36    | 60 a 64 | 44    |
| 60    | 55 a 59 | 32    |
| 56    | 50 a 54 | 80    |
| 80    | 45 a 49 | 72    |
| 36    | 40 a 44 | 64    |
| 48    | 35 a 39 | 40    |
| 28    | 30 a 34 | 20    |
| 48    | 25 a 29 | 32    |
| 48    | 20 a 24 | 44    |
| 52    | 15 a 19 | 32    |
| 32    | 10 a 14 | 56    |
| 64    | 5 a 9   | 56    |
| 32    | 0 a 4   | 20    |

## Economia
El 2007 la població en edat de treballar era de 988 persones, 736 eren actives i 252 eren inactives. De les 736 persones actives 679 estaven ocupades (367 homes i 312 dones) i 57 estaven aturades (29 homes i 28 dones). De les 252 persones inactives 67 estaven jubilades, 100 estaven estudiant i 85 estaven classificades com a «altres inactius».

### Ingressos
El 2009 a Médan hi havia 489 unitats fiscals que integraven 1.423 persones, la mediana anual d'ingressos fiscals per persona era de 31.734 €.

### Activitats econòmiques
Dels 76 establiments que hi havia el 2007, 1 era d'una empresa de fabricació d'altres productes industrials, 18 d'empreses de construcció, 6 d'empreses de comerç i reparació d'automòbils, 1 d'una empresa de transport, 3 d'empreses d'hostatgeria i restauració, 7 d'empreses d'informació i comunicació, 4 d'empreses financeres, 4 d'empreses immobiliàries, 25 d'empreses de serveis, 2 d'entitats de l'administració pública i 5 d'empreses classificades com a «altres activitats de serveis».
Dels 23 establiments de servei als particulars que hi havia el 2009, 5 eren paletes, 2 guixaires pintors, 3 lampisteries, 2 electricistes, 5 empreses de construcció, una perruqueria, 1 restaurant, 3 agències immobiliàries i una tintoreria.
Dels dos establiments comercials que hi havia el 2009, una era una botiga de més de 120 m² i l'altra una joieria.

## Equipaments sanitaris i escolars
El 2009 hi havia una escola elemental.

## Poblacions properes
El següent diagrama mostra les poblacions més properes.